# John Nevins Andrews

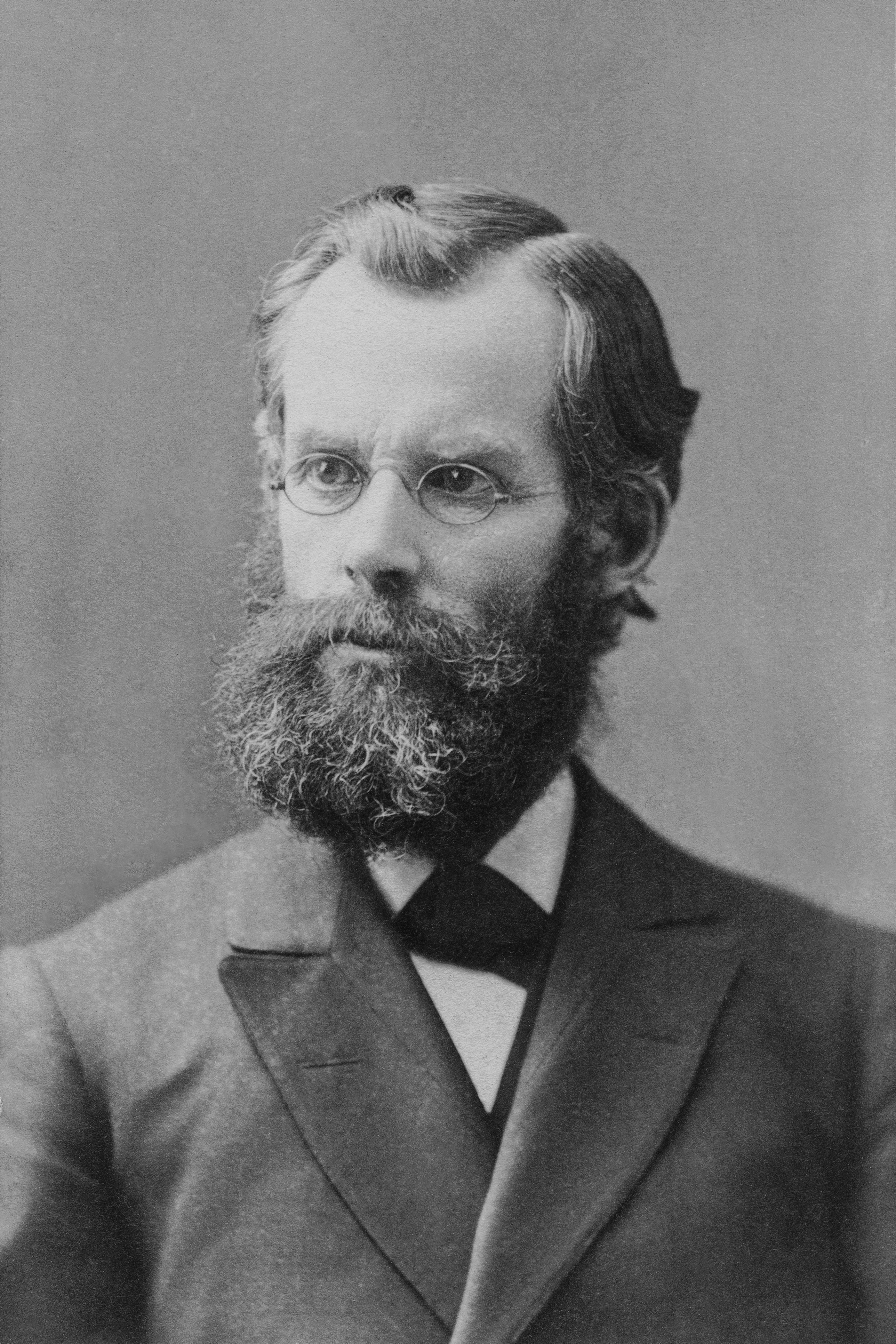
John Andrews

John Nevins Andrews (* 22. Juli 1829 in Poland, Maine; † 21. Oktober 1883 in Basel) war ein US-amerikanischer Reiseprediger, Bibeltheologe und Präsident der Generalkonferenz der Siebenten-Tags-Adventisten (STA). Er gilt als erster Missionar der STA.

## Vita
Bereits als Jugendlicher soll er strenggläubig gewesen sein und hatte unglaubliche Bibelkenntnisse. Im Jahr 1843 schlossen sich seine Eltern der apokalyptischen Bewegung des Baptistenpredigers William Miller an. Andrews wurde 1853 ordiniert und heiratete 1856. Nachdem Andrews einige Zeit auf der Farm seiner Eltern gearbeitet hatte, widmete er sich 1859 schließlich dem Predigen. 1861 veröffentlichte er die History of the Sabbath.
Von 1867 bis 1869 war er Präsident der Generalkonferenz der Kirche der Siebenten-Tags-Adventisten. Während des amerikanischen Bürgerkrieges positionierte er die Adventisten bei dem Nichtkämpferstandpunkt.

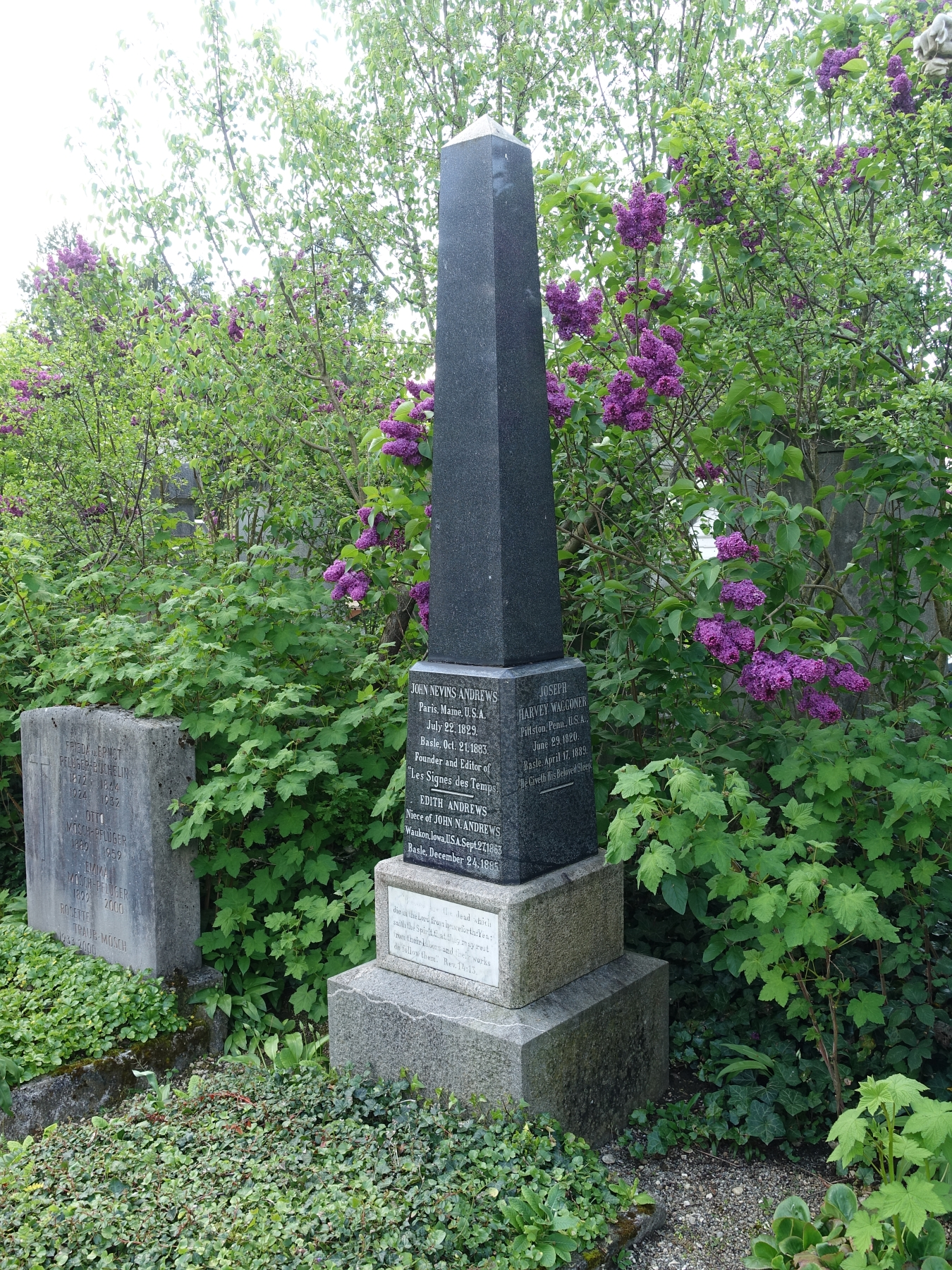
Grab auf dem Wolfgottesacker, Basel

Im Jahr 1874 wurde John Nevins Andrews als Missionar der Adventbotschaft nach Europa entsandt und ließ sich in Basel nieder. 1883 verstarb er an Tuberkulose und wurde auf dem Wolfgottesacker beigesetzt. Später fand dort auch Joseph Harvey Waggoner seine letzte Ruhestätte. 

## Werke
- Die Geschichte des Sabbaths und des ersten Wochentages, im Lichte der Heiligen Schrift und der Geschichte, von der Erschaffung der Welt bis auf die Gegenwart. Nach dt. Quellen bearb. und vielf. erw. von L. R. Conradi. Basel; Hamburg: Intern. Traktat-Ges. 1891